# Pania Secca
La Pania Secca è una montagna delle Alpi Apuane, nella Toscana settentrionale, alta 1711 metri sul livello del mare.
Domina tutta la Lucchesia insieme alla Pania della Croce, con la quale costituisce il massiccio calcareo del Gruppo delle Panie, all'interno del Parco naturale regionale delle Alpi Apuane. Nelle giornate più limpide dalla sua cima è facile vedere la Corsica e L'Isola d'Elba. È collegata alla Pania della Croce da un lungo crinale con forme antropomorfe, detto "Uomo Morto", in mezzo al quale spicca il cosiddetto "Naso". Alla base del "Naso" si trova il rifugio alpino del CAI di Lucca "E. Rossi alla Pania".
L'area della Vetricia, vicina alla Pania Secca ed alla Pania della Croce, è nel mondo una delle zone carsiche a maggior densità di cavità naturali che si conoscano.
Lungo il versante Ovest della Pania Secca si osserva un interessante fenomeno carsico di superficie: i "campi carreggiati" o "campi solcati", dal tedesco Karrenfeld. Alla base di una lunghissima cresta, chiamata Gialunga, che dalla Pania Secca arriva, 1000 metri circa di dislivello più in basso, al paese di Fornovolasco, si trova la Grotta del Vento.
Dalla cima della Pania Secca il panorama si estende verso le altre vette del gruppo delle Panie e le altre cime delle Alpi Apuane, verso la Lucchesia, il Valdarno e le colline della Toscana meridionale, verso l'alto crinale dell'Appennino tosco-emiliano e verso la Garfagnana.
Il toponimo proviene da Pietrapana, derivante da Pietrae Apuanae, cioè monti degli Apuani, antica popolazione ligure insediatasi nella zona.
La pania Secca è la cima più rinomata delle Panie dal punto di vista alpinistico, e molto frequentate in tutte le stagioni sono la Cresta Nord (Conti, Bellenghi, Giaccai e Pazzi nel 1916) che parte dal Rifugio Rossi e sale alla cima principale con passi di I e II, la cresta est (Ciglia, Sabbadini e Stagno nel 1928), lunga 200 m e che presenta passi di III.
La poderosa parete SE è attraversata dal canale Trimpello (Nerli e Sarperi nel 1964), ambita ascensione invernale ed è stata scalata per la prima volta da E. Biagi, A. Nerli, G.B. Scatena e P Tongiorgi nel 1957, itinerario raramente ripreso (400 m, IV). Sul lato sinistro della muraglia è presente un grande pilastro roccioso su cui si svolge una delle salite classiche più famose ed ardue delle Apuane, aperta da E. Montagna e L. Dellacasa nel 1963. Sale il filo del pilastro eppoi segue una successione di risalti fino alla cima della Pania Secca (400 m, V sostenuto e passi di V+ e VI, ambiente severo ed impervio). Sul pilastro sono state tracciate alcune varianti alla via classica ed alcuni itinerari sportivi di grande impegno. Sul lato nord della Pania ci sono dei lastroni su cui sono stati attrezzati dei monotiri.